# Fundación Tripartita para la Formación en el Empleo
La Fundación Estatal para la Formación en el Empleo (FUNDAE) es una fundación del sector público estatal española encargada de impulsar y coordinar la ejecución de las políticas públicas en materia de Formación Profesional, en el ámbito del empleo y las relaciones laborales. En su patronato participan las organizaciones sindicales (CCOO, UGT, CIG) y empresariales (CEOE, CEPYME) más representativas, las comunidades autónomas y la Administración General del Estado, a través del Secretaría de Estado de Empleo.
Hasta el año 2015, cuando se reforma el sistema de formación para el empleo, su denominación era Fundación Tripartita para la Formación en el Empleo.
El Sistema de Formación para el Empleo tiene la misión de formar y capacitar a las personas para el trabajo y actualizar sus competencias y conocimientos a lo largo de su vida profesional.
La Formación para el Empleo se financia con los recursos procedentes de la recaudación de la cuota finalista de formación profesional que empresas y trabajadores aportan a la Seguridad Social (0,7% sobre la base de cotización por contingencias profesionales del que el 0,6% lo aporta la empresa y el 0,1% restante, el trabajador). Se suman también otros recursos procedentes del Fondo Social Europeo (en el caso de las Comunidades Autónomas), según la regulación publicada en el BOE  la Ley 30/2015.
Esta entidad gestiona los cursos para trabajadores que se pueden ser bonificados a través de la cuota de formación profesional de la Seguridad Social

## Funciones
Están definidas en el artículo 34 del Real Decreto 395/2007, de 23 de marzo, que regula la Formación Profesional para el Empleo. Son las siguientes:
- Prestar apoyo técnico a las Administraciones Públicas y a las organizaciones empresariales y sindicales presentes en la Comisión Estatal de Formación y en el Patronato de la Fundación.
- Colaborar y asistir técnicamente al Servicio Público de Empleo Estatal en sus actividades de gestión de las iniciativas de formación.
- Apoyar al Servicio Público en el diseño e implantación de medios telemáticos para que las empresas comuniquen el inicio y finalización de la formación.
- Elaboración de propuestas de resoluciones normativas relativas al subsistema de formación profesional para el empleo.
- Contribuir al impulso y difusión de la formación profesional para el empleo entre las empresas y los trabajadores.
- Asistencia a las Pymes para facilitar su acceso a la formación profesional para el empleo.
- Colaborar con el SEPE en la mejora de la calidad de la formación, en la elaboración de estadísticas sobre formación y en la creación y mantenimiento del Registro estatal de centros de formación.
- Participar en foros nacionales e internacionales relacionados con la formación profesional para el empleo.

Desarrolla estas actividades sin perjuicio de las que se asignen a las Comunidades Autónomas en materia de Formación Profesional para el Empleo.
La Orden TAS/2307/2007 de 27 de julio establece un sistema telemático de gestión y regula la obtención de permisos individuales de formación.

## ¿Qué es la Formación Bonificada?
La formación Bonificada o Programada es una herramienta que permite a los trabajadores de una empresa desarrollar su carrera profesional con formación que puede llegar a ser bonificada hasta el 100% de su totalidad. Esto se da gracias a un crédito que se les concede a las empresas para invertir en formación para sus trabajadores y se obtiene a partir de aportaciones de empresas y trabajadores a la seguridad social.
Esta iniciativa está desarrollada por la Fundación Estatal para la Formación en el Empleo. Todas las empresas tiene crédito formativo y este crédito tiene 1 año de durabilidad, si en ese año no se utiliza, se pierde. Aunque este crédito puede llegar a ser acumulable siempre y cuando se le comunique a FUNDAE a principios de año